# Mauritius Billie Jean King Cup-lag
Mauritius Billie Jean King Cup-lag representerar Mauritius i tennisturneringen Billie Jean King Cup, och kontrolleras av Mauritius tennisförbund. 

## Historik
Mauritius deltog första gången år 2000. Lagets bästa resultat är fjärdeplatsen i sin Grupp II-pool under laget debutår i sammanhanget.